# J. A. Scott Motor Works
J. A. Scott Motor Works war ein US-amerikanischer Hersteller von Motoren und Automobilen.

## Unternehmensgeschichte
Das Unternehmen aus St. Louis in Missouri stellte hauptsächlich Motoren her. Ab 1902 entstanden außerdem Automobile. Der Markenname lautete Scott. 1903 gab es Pläne, die Fahrzeugproduktion bei der C. F. Sparks Machine Company in Alton in Illinois durchführen zu lassen. Es ist unklar, ob es dazu kam. Im gleichen Jahr endete die Fahrzeugproduktion.
Weitere US-amerikanische Hersteller von Personenkraftwagen der Marke Scott waren Scott Automobile Company, Scott Iron Works und Scott.

## Produkte
Einer der Motoren war ein Ottomotor. Er leistete 8 PS.
Die Fahrzeuge entstanden nach Kundenaufträgen.